# Młodzieżowe Mistrzostwa Polski Par Klubowych na Żużlu 1987
Młodzieżowe Mistrzostwa Polski Par Klubowych na Żużlu 1987 – zawody żużlowe, mające na celu wyłonienie medalistów młodzieżowych mistrzostw Polski par klubowych w sezonie 1987. Rozegrano eliminację wstępną, dwa turnieje półfinałowe oraz finał, w którym zwyciężyli żużlowcy Stali Gorzów Wlkp.
Zawody były rozgrywane w formie eliminacji I i II rundy oraz 3 finałów: o miejsca 7-9, miejsca 4-6 i miejsca 1-3. W biegu brało udział 6 zawodników.

## Finał
- Leszno, 2 września 1987
- Sędzia: Lechosław Bartnicki

| Miejsce | Kluby                 | Suma | Zawodnicy                                            | Punkty                                            |
| ------- | --------------------- | ---- | ---------------------------------------------------- | ------------------------------------------------- |
| złoto   | Stal Gorzów Wlkp.     | 43   | Piotr Świst Cezary Owiżyc Piotr Paluch               | 25 (5,4,4,5,3,4) 18 (2,2,5,2,2,5) ns              |
| srebro  | Polonia Bydgoszcz     | 33   | Ryszard Dołomisiewicz Piotr Glücklich Waldemar Cisoń | 23 (5,5,d,5,5,3) 6 (1,w,3,2,–,–) 4 (–,–,–,–,4,d)  |
| brąz    | Start Gniezno         | 33   | Jacek Gomólski Krzysztof Wankowski Tomasz Fajfer     | 23 (4,4,5,4,4,2) 10 (0,2,2,5,d,1) ns              |
| 4       | Falubaz Zielona Góra  | 30   | Sławomir Dudek Marek Molka Jarosław Szymkowiak       | 24 (3,3,5,3,5,5) 6 (1,1,2,–,2,0) 0 (0)            |
| 5       | Włókniarz Częstochowa | 15   | Sławomir Drabik Andrzej Puczyński Robert Przygódzki  | 12 (1,2,2,3,3,1) 3 (0,1,0,2,0,0) ns               |
| 6       | Apator Toruń          | 30   | Robert Pruss Krzysztof Kuczwalski Mariusz Strzelecki | 16 (3,4,3,1,3,2) 10 (4,5,1,–,d,–) 4 (–,–,–,3,–,1) |
| 7       | Unia Tarnów           | 25   | Janusz Kapustka Andrzej Bykiewicz                    | 21 (5,3,2,4,2,5) 4 (u,0,0,1,1,2)                  |
| 8       | Kolejarz Opole        | 24   | Józef Cebula Waldemar Gabor Edward Świerc            | 21 (4,2,4,4,3,4) 2 (1,0,–,0,d,1) 1 (1)            |
| 9       | Unia Leszno           | 8    | Dariusz Kasprzak Robert Otmar Dariusz Michalewicz    | 6 (3,3,w,–,–,–) 5 (2,1,u,2,d,ns) 4 (–,–,–,0,1,3)  |